# إليزا تايلور
إليزا جاين تايلور-كوتير (بالإنجليزية: Eliza Jane Taylor-Cotter) مواليد (24 أكتوبر، 1989) ممثلة أسترالية اشتهرت بدور «جاين تيمينس» بالمسلسل الأسترالي «جيران» من (2005-2008)، ودورها في مسلسل قناة «CW» المئة من (2014-الآن).

## نشأتها
ولدت تايلور في مدينة ملبورن الاسترالية في 24 أكتوبر، 1989. والدتها مصممة فوتوغرافية كوميدي وزوج والدتها مؤدي كوميدي. والدها كان يمتلك مقهى في ملبورن. ارتادت تايلور مدرسة «كالدر» الثانوية.

## حياتها المهنية

### 2013-2003: بدايتها ومسلسل جيران
بعد دور بطولي في مسلسل «جزر القراصنة»، ظهرت تايلور بدور روزي كارترايت بمسلسل «سليب اوفر كلاب» عام 2003. اشتهرت إليزا كمعظم الممثلين الأستراليين في مسلسل «جيران» عام 2005. حصلت على دور جاناي تيمينس بعد ان ظهرت كضيفة عدة مرات في 2003.
سافرت تايلور إلى المملكة المتحدة في اواخر نوفمبر 2007، وفي 1 ديسمبر، 2007 أنارت تايلور اضواء اعياد الميلاد في مدينة ويماوث، دوريست في إنكلترا. في 19 ديسمبر، ظهرت تايلور بدور بياض الثلج في مسرحية الحركات الايمائية. في 2009، ظهرت بحلقة من مسلسل «آل ساينتس».

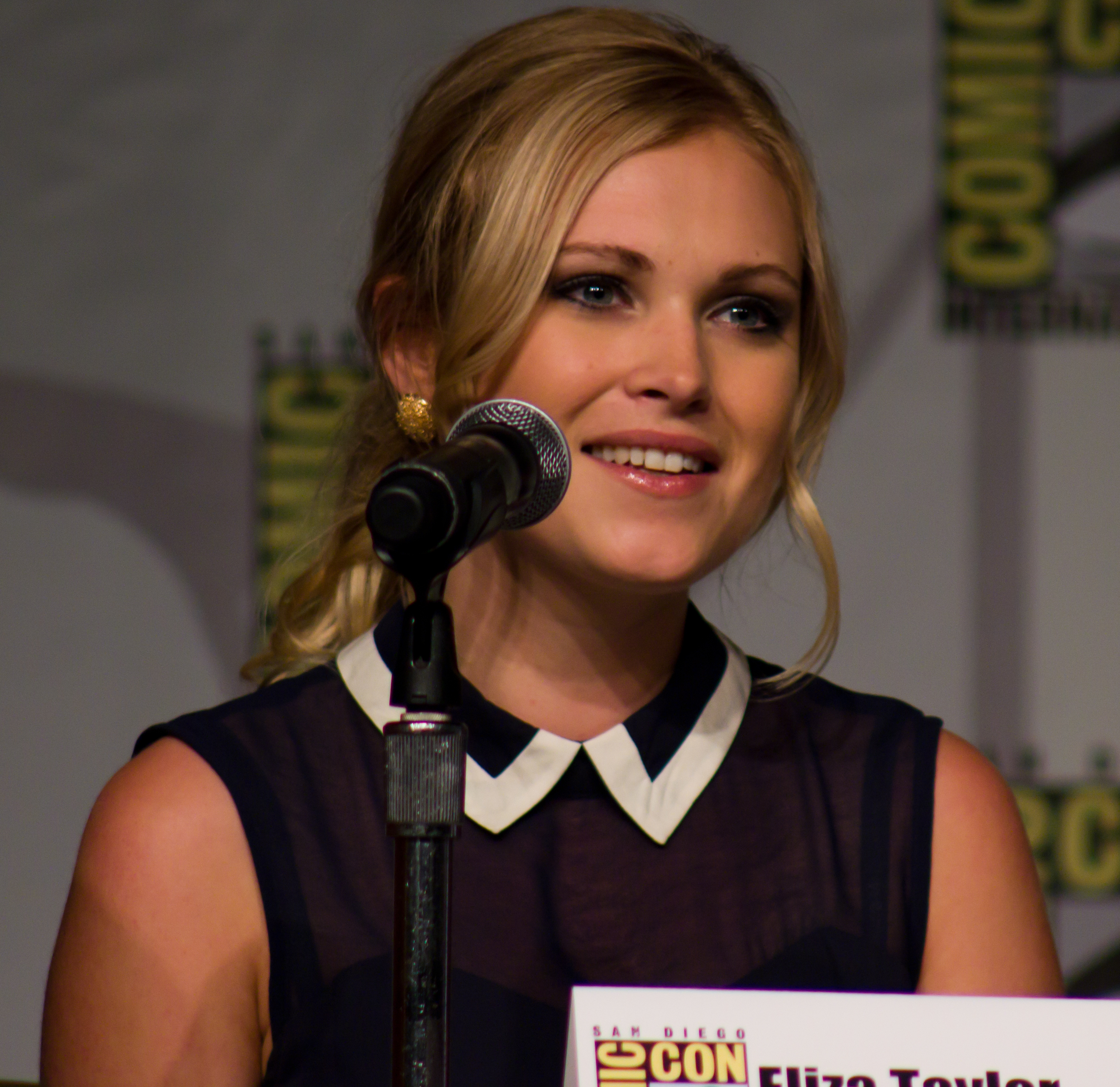
.تايلور في مهرجان كومك-كون يولو 2013

### 2014-الآن: مسلسل المئة
في 1 مارس، 2013، أعلن عن انضمام تايلور لطاقم مسلسل قناة "CW" الدرامي الجديد «المئة» بدور شخصية كلارك، وفقاً لتايلور «كنت أعيش في لوس انجلوس منذ شهر، سرقت بطاقتي الائتمانية وصرفت اموالي في هوم ديبوت لم اعلم ماذا سأفعل حينها ووضبت حقائبي للرجوع إلى أستراليا، اتصل بي مدير أعمالي وقال ان إحدى تجارب الاداء التي قمت بها مسبقاً قد رأها أحد منجي مسلسل المئة وأرادوا اللقاء بي اليوم التالي، ذهبت للقائهم وحصلت على الدور وتغيرت حياتي حينها». بدأ عرض المسلسل في 19 مارس، 2014.
رشحت تايلور لأدائها دور كلارك في مسلسل المئة لجائزة «اختيار: أفضل ممثلة في مسلسل خيال علمي» في جوائز اختيار المراهقين.
في أبريل 2016، أعلن بأن تايلور ستشارك في بطولة فيلم الدراما البوليسية الجديد «ثامبر» مع داني ويبر، لينا هيدي، جازي دي ليسير، بريت رايس وبين فيلدمان. شخصية تايلور هي شرطية متخفية تحاول إلقاء القبض على عصابة لتجارة المخدرات داخل مدرسة ثانوية تم عرض الفلم سنة 2017. وشاركت أيضا في فيلم "Christmas Inheritance" وتم عرض الفلم نهاية عام 2017 

## سيرتها المهنية

### سينما
| السنة | العنوان               | الدور           | ملاحظات   |
| ----- | --------------------- | --------------- | --------- |
| 2009  | المصبغة               | أيمي            | فيلم قصير |
| 2012  | 6 بلوتس               | أيمي تشاليس     |           |
| 2013  | باتريك                | الممرضة بيانيكل |           |
| 2013  | طبيعي                 | المرأة          | فيلم قصير |
| 2013  | طائرات                | ماريا           | فيلم قصير |
| 2014  | رجل نوفمبر            | ساره            |           |
| 2017  | ثامبر                 | كات             |           |
| 2017  | Christmas Inheritance | ألن             |           |

### تلفاز
| السنة     | العنوان               | الدور          | ملاحظات    |
| --------- | --------------------- | -------------- | ---------- |
| 2003      | جزر القراصنة          | ساره ريدينغ    | 26 حلقة    |
| 2003      | جيران                 | جاسينتا مارتن  | 2 حلقة     |
| 2003      | ذا سليب اوفر كلاب     | روزي كارترايت  | 1 حلقة     |
| 2004      | بلو هيليرز            | تاتوم اوهارا   | 1 حلقة     |
| 2005-2008 | جيران                 | جاناي تيمينس   | 307 حلقة   |
| 2008      | العجلة                | ماديسون        | 1 حلقة     |
| 2009      | افتر ايفيكتس          | ايلا           | 1 حلقة     |
| 2009      | آل ساينتس             | كارلي سبالدينغ | 1 حلقة     |
| 2010      | سيتي هوميسايد         | ميليسا ستانديش | 1 حلقة     |
| 2010      | رابحون وخاسرون        | بريجيت غروس    | 1 حلقة     |
| 2011      | بروس                  | دايزي          | 1 حلقة     |
| 2012      | هوزات! كيري باكرس وار | روندا          | مسلسل قصير |
| 2013      | السيد والسيدة جريمة   | ساره           | 1 حلقة     |
| 2014-الآن | المئة                 | كلارك غريفن    | 30 حلقة    |

## الجوائز والترشيحات
| السنة | الجائزة                              | الفئة                                 | العمل المرشح | النتائج       | المصادر |
| ----- | ------------------------------------ | ------------------------------------- | ------------ | ------------- | ------- |
| 2007  | إنسايد سوب أواردز                    | أفضل ممثلة                            | جيران        | رُشِّح           | [ 8 ]   |
| 2007  | آل ابوات سوب أواردز                  | مفاجئة زوراج                          | جيران        | رُشِّح           |         |
| 2008  | إنسايد سوب أواردز                    | الممثلة الأكثر إثارة                  | جيران        | رُشِّح           | [ 9 ]   |
| 2015  | MTV فاندوم أواردز                    |                                       | المئة        | رُشِّح           | [ 10 ]  |
| 2015  | جوائز E! أونلاين أفضل مسلسل تلفزيوني | أفضل قبلة مع أليشيا ديبنام كيري       | المئة        | فوز           | [ 11 ]  |
| 2015  | جوائز E! أونلاين أفضل مسلسل تلفزيوني | أفضل مشهد قتال                        | المئة        | المركز الثاني | [ 11 ]  |
| 2015  | جائزة اختيار المراهقين               | اختيار: أفضل ممثلة في مسلسل خيال علمي | المئة        | رُشِّح           | [ 12 ]  |

## وصلات خارجية
- إليزا تايلور على موقع IMDb (الإنجليزية)
- إليزا تايلور على موقع ألو سيني (الفرنسية)
- إليزا تايلور على موقع أول موفي (الإنجليزية)
- إليزا تايلور على موقع قاعدة بيانات الفيلم (الإنجليزية)
- إليزا تايلور على موقع كينوبويسك (الروسية)